# Кронизм
Крони́зм — практика предоставления властных преимуществ друзьям или доверенным лицам, вид фаворитизма. Особенно заметен в среде политиков и поддерживающих их организаций. В частности, это назначение «приятелей» на руководящие должности, предоставление им рабочих мест и других преимуществ независимо от квалификации. Следует отличать от термина «непотизм» (кумовство).
Кронизм возникает, когда податель преимуществ (назначающий) и бенефициар (назначенец) находятся в общественном и деловом контакте. Часто назначающий нуждается в поддержке его/её собственных предложений, в помощи при исполнении служебных обязанностей. Для этого привлекается лояльный помощник-назначенец, который будет поддерживать все предложения, не будет голосовать против или выражать мнение, отличное от мнения своего «покровителя».
Иногда термин «кронизм» используется в политике по отношению к покупке и продаже благосклонности, в частности: голосов в законодательных органах, милости к организациям (например, разрешение на представительство в особо значимых местах).

## Этимология
Согласно оксфордскому словарю, слово «crony» появилось в Лондоне в XVII-м веке и, возможно, происходит от греч. χρόνιος [chronios] «долгосрочный».

## Общее описание
Правительственные чиновники особенно подвержены обвинениям в кронизме, так как они тратят деньги налогоплательщиков. Многие демократические правительства призываются к практике административной прозрачности в области бухгалтерского учёта и заключения договоров, однако, зачастую нет четкого понимания, когда назначение в правительственное учреждение является кронизмом.
Довольно часто политик окружает себя квалифицированными подчинёнными и развивает социальное, деловое и политическое партнёрство, что приводит к назначению на посты уже новых приятелей. Похожая ситуация бывает и при заключении государственных контрактов. Поддержка от таких приятелей лежит в основе мощной и успешной позиции «шефа». Поэтому, как правило, кронизм можно наблюдать лично, но сложно продемонстрировать и доказать.
Политики с представителями бизнеса, профсоюзов и профессиональных организаций создают коррумпированный бизнес, основанный на скрытых от постороннего взгляда договорённостях, особенно в части предоставления политикам «разумных» и выгодных гонораров за выступления и пожертвований на избирательные кампании.
Подобная ситуация наблюдается и в частном секторе, в организациях. Существуют отношения между коллегами, когда активная деятельность, информированность о делах и социальное взаимодействие являются прерогативой некоторого круга приятелей. Это типично для «кланового капитализма» и является этическим нарушением принципов рыночной экономики. В развитых капиталистических странах «клановый капитализм» является нарушением правил рынка.
Учитывая природу кланового капитализма, эти нечестные методы ведения бизнеса часто (но не исключительно) обнаруживается в обществах с неэффективными правовыми системами. Таким образом, существует стимул для законодательных органов и правительства по обеспечению соблюдения правового кодекса, что может устранить ущерб от экономических махинаций бизнесменов и их политических приятелей.
Последствия кронизма сказываются на обществе. Наблюдается сниженная деловая активность и конкуренция, завышенные цены на потребительские товары, снижение экономических показателей, эффективности инвестиций, снижение трудовой мотивации в затронутых кронизмом организациях. Государственные и частные проекты оказываются малоэффективными. Кронизм является порочной практикой, которая передаётся поколениями и укоренена в культуре. Все назначения на государственную службу, имеющие признаки кронизма, вызывают споры. Назначенное лицо может либо подавить недовольство, либо игнорировать его,- в зависимости от степени свободы слова и индивидуальных свобод граждан в стране.
Борьба с кронизмом в юридическом поле заключается в утверждении всеобъемлющего и эффективного правового кодекса, развитии уполномоченных государственных органов для наказания нарушителей в судебном порядке. В этическом- в просвещении населения, развитии культуры.

## Кронизм в России
Согласно имеющимся исследованиям в России со времён перестройки установился режим кланового капитализма, имеющий признаки всех видов фаворитизма, в том числе кронизма. Особенность российского «кронизма» заключается в наличии номенклатурного (бюрократического) предпринимательства, когда роли чиновника и предпринимателя четко не отделены друг от друга, и, зачастую, их одновременно исполняют одни и те же люди. Такая практика возникла ещё в советское время.